# Casilda Iturrizar

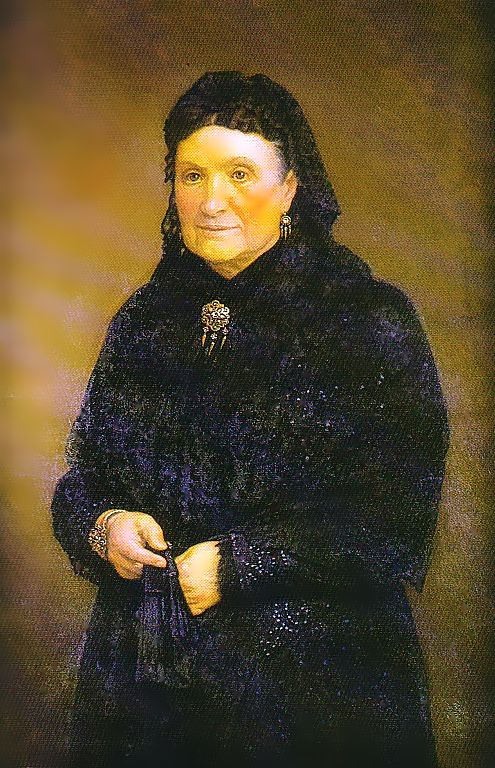
Casilda Iturrizar, viuda de Epalza

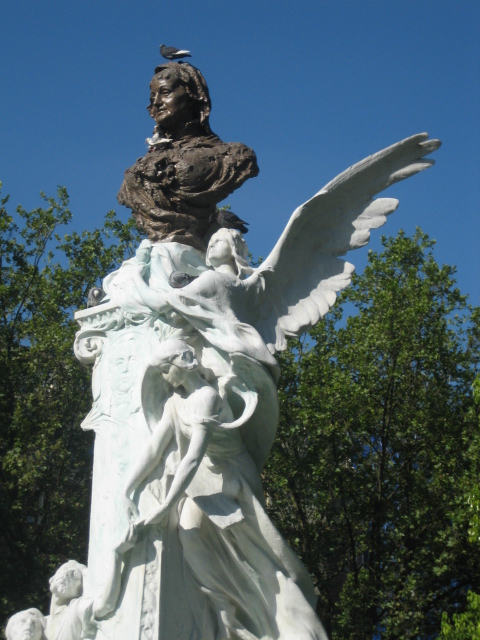
Monumento en Bilbao de A. Querol.

Casilda Margarita de Iturrizar y Urquijo, Viuda de Epalza (Bilbao, 20 de julio de 1818- 22 de febrero de 1900) fue una benefactora bilbaína.

## Biografía
Nació en Bilbao en 1818. Se casó en 1859 con D. Tomás Epalza Zurbarán, uno de los fundadores del Banco de Bilbao, junto con sus primos Pablo de Epalza Lecanda y Domingo de Epalza Larraondo. Hizo una gran fortuna, destacando en la vida económica de la Villa y siendo una persona prominente en lo social. El matrimonio no tuvo hijos.

### Obra benefactora
A la muerte de Tomás (22 de abril de 1873), y no teniendo éste hijos de ninguno de sus dos matrimonios, Casilda Iturrizar heredó una muy considerable fortuna, que en 1873 era una de las tres más importantes de Bilbao, con más de 12.000.000 de reales de vellón.
Hizo importantes donaciones a diferentes instituciones de beneficencia bilbaínas, como la Santa Casa de Misericordia y el Santo Hospital Civil. En 1883 se constituyó la sociedad anónima “La Enseñanza Católica” con un capital de 500.000 pesetas y con el fin loable de instituir en la villa de Bilbao una Universidad. Su principal accionista fue Casilda, quien, junto a su hermano José, era miembro del Consejo o Patronato. En 1884 mandó construir en terrenos de su propiedad el grupo escolar de la calle Tívoli. De igual modo, fue la principal accionista para la edificación de la plaza de toros de Vista Alegre. También consta su inversión en la Sociedad Anónima Nuevo Teatro de Bilbao, constituida en 1885 y que edificó el Nuevo Teatro (después llamado Teatro Arriaga), inaugurado en 1890.
Ayudó a las religiosas de la Orden de las Siervas de Jesús cuando éstas construyeron su convento en la calle de La Naja, y también atendió las necesidades del templo del Corazón de María. Fue fundadora, con otras benefactoras bilbaínas, de la Asociación de la Sagrada Familia, institución nacida para ayudar y atender a las jóvenes que trabajaban en el servicio doméstico. El Sanatorio Marítimo de Górliz, construido en 1897, también contó con su regular aportación.
Ayudó igualmente a la Sociedad Coral de Bilbao, convirtiéndose en mecenas cultural con relativa frecuencia, y en este tipo de intervenciones señala su mecenazgo también con el pintor Alberto Arrue. Instituyó becas de gran prestigio y mantuvo su apoyo económico para los estudiantes de las escuelas municipales.Fue también quien posibilitó la compra de dos órganos, uno para la catedral de Santiago y otro para la parroquia de San Nicolás de Bari.
En Portugalete, a principios de la década de 1890, cedió gratuitamente los terrenos de su propiedad necesarios para el trazado de la nueva calle-carretera que uniría el Muelle Nuevo con la calle General Castaños y que posteriormente llevaría su nombre. En 1893 donó 1.000 pesetas —en colaboración con el Ayuntamiento— para atender los gastos originados por el cólera y otras epidemias que afectaron a la población de Portugalete.
Falleció en su casa bilbaína, situada en el primer piso del n.º 9 de la calle de la Estufa (hoy calle Viuda de Epalza), el día 22 de febrero de 1900.

#### Testamento
En su testamento, otorgado ante el notario de Bilbao Ildefonso de Urízar el 27 de febrero de 1899, hizo numerosos legados y mandas pías a diferentes instituciones beneficiadas, como la Santa Casa de Misericordia (500.000 pesetas) y el Hospital Civil (250.000 pesetas) en Bilbao. Otras instituciones a las que tuvo en cuenta en sus legados fueron: el Patronato de Obreros de San Vicente de Paúl (200.000 pesetas), la Casa de Expósitos (125.000 pesetas), las Misiones de San Fernando Poo (125.000 pesetas), la Junta para la beatificación de fray Valentín de Berrio-Ochoa (125.000 pesetas). También en su testamento legó al Ayuntamiento de Bilbao las escuelas de la calle del Tívoli, y 550.000 pesetas para sostener la enseñanza en las mismas.
Entre sus últimas disposiciones testamentarias donó 5.000 duros a favor del colegio de sordo-mudos y ciegos de Deusto. Su labor benéfica se proyectó igualmente hacia Portugalete, como queda subrayado en su testamento: “Es voluntad que en su huerta o terrenos que están contiguos a su jardín de Portugalete se construya un edificio para la escuela de niños y que la enseñanza sea gratuita para todos los pobres y también para los obreros”.

## Curiosidades
Excluyendo las advocaciones marianas, es el único personaje que tiene dos localizaciones a su nombre en la ciudad de Bilbao: la calle Viuda de Epalza, donde residió, y el parque Casilda Iturrizar.

## Reconocimientos
- El Ayuntamiento de Bilbao cambió el nombre de la calle donde vivió y murió, calle Estufa, por la de Viuda de Epalza.[5]
- Una calle de Portugalete lleva su nombre.[6]
- En la fachada de las casas n.os 7-8 de la calle Viuda de Epalza en Bilbao hay una placa conmemorativa con la siguiente inscripción: “Año MCDCCCC. El Municipio de Bilbao, a la memoria de doña Casilda de Iturrizar.[3]
- El Ayuntamiento de Bilbao acordó en su recuerdo crear unas becas para alumnado aventajado de las escuelas públicas de la ciudad.[7]

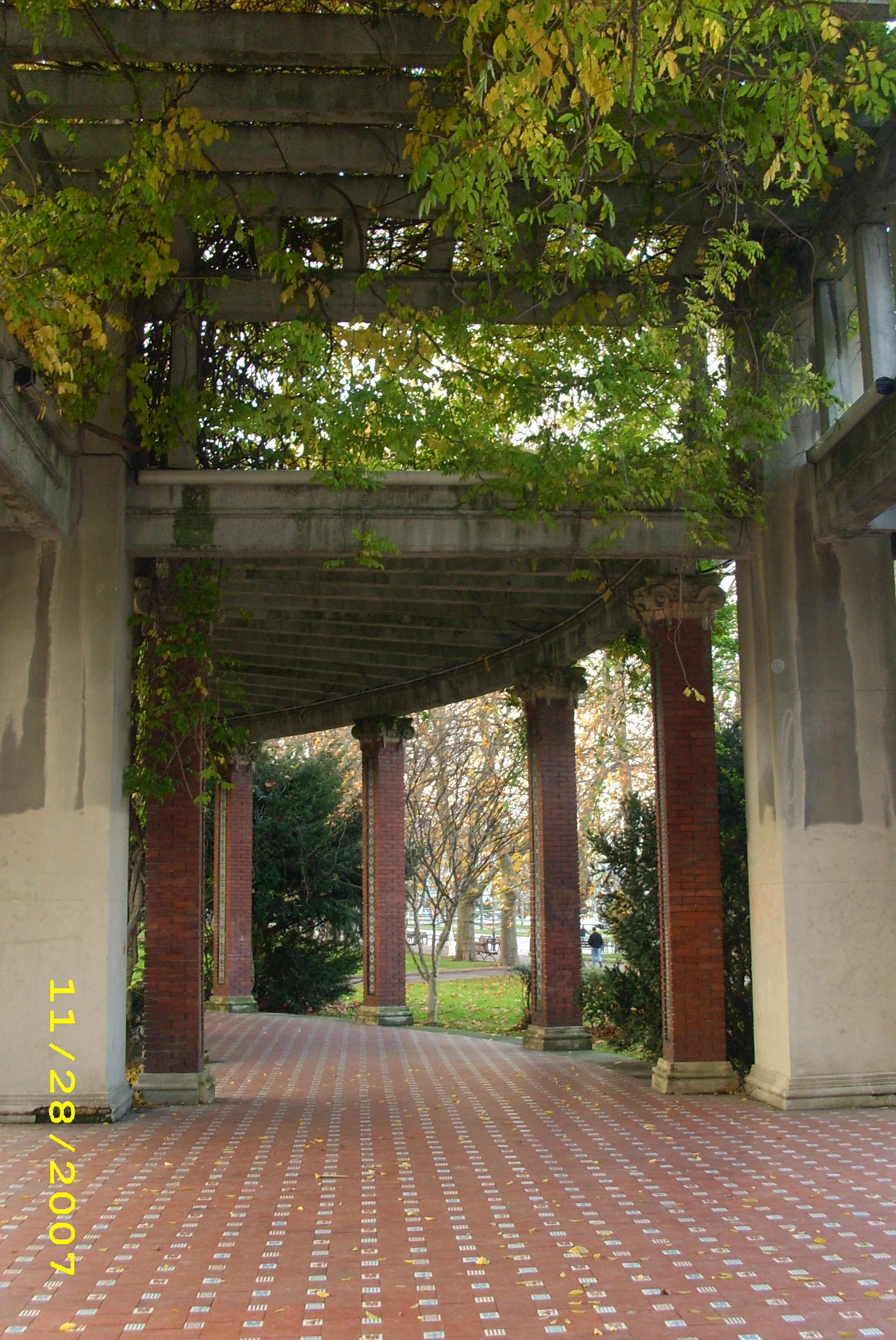
Imagen del Parque de Doña Casilda.

- Un parque de Bilbao, lleva su nombre: Parque Casilda Iturrizar. En el parque, hay un monumento que la recuerda: se trata de un busto sobre pedestal en el que se representa de forma alegórica, su vida de caridad. En relieve se aprecia también el rostro de su esposo Tomás de Epalza. Es obra del escultor Agustín Querol.[3]
- En la Casa de Misericordia de Bilbao dos bustos recuerdan a Casilda de Iturrizar y a su marido.[3]
- Uno de los pabellones del Hospital de Basurto de Bilbao también lleva su nombre.[3]